# Camouflage MM-14

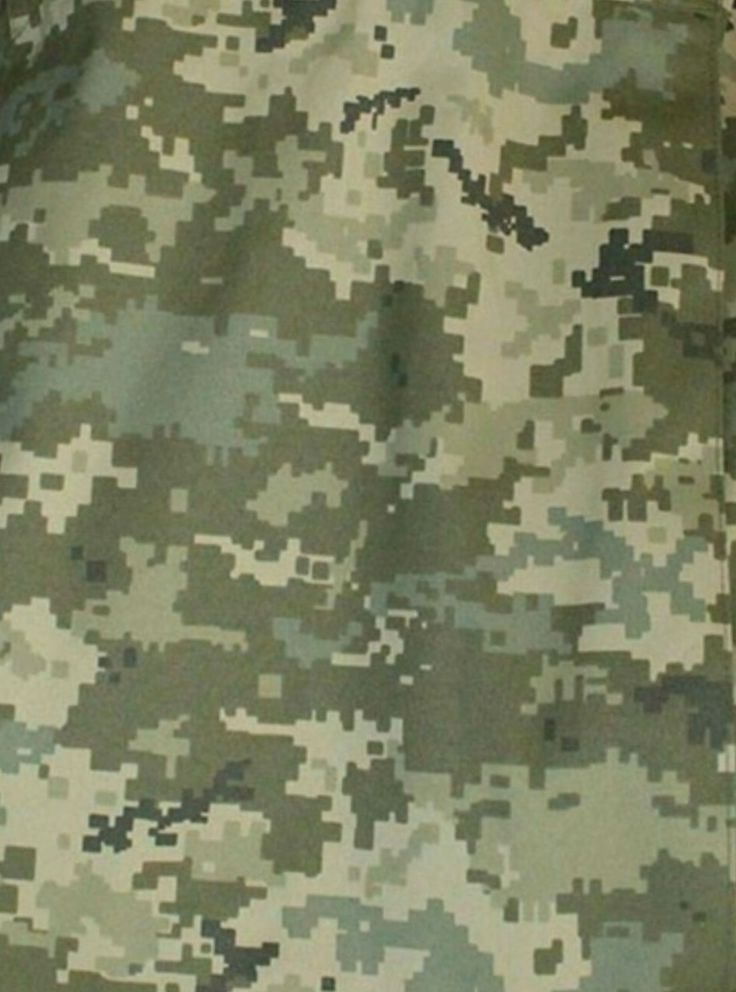
Détail d'un uniforme de camouflage MM-14

MM-14 (acronyme de « Малюнок маскувальний зразка 2014 року », en français « motif de camouflage 2014 »), également connu sous le surnom de « Pixel », est un motif de camouflage militaire disruptif multiscalaire (en) à cinq couleurs adopté par les forces armées ukrainiennes en 2014 pour remplacer l'ancien camouflage soviétique Dubok (en),,.

## Historique

### Contexte et anciens uniformes
Après l'effondrement de l'URSS, les forces armées de certains pays post-soviétiques (dont l'Ukraine et la Russie) continuent à utiliser le camouflage soviétique VSR-84 (en), imaginé dans les années 1980 et connu en Russie sous le nom de « Butan ». Ils sont notamment en usage chez les troupes aéroportées, les gardes-frontières et les forces spéciales. En 1996, une version ukrainienne apparaît, différant par la couleur, les taches et la coupe, qui hérite du surnom de « Dubok » (« Chêne »). Ses motifs et teintes peuvent varier légèrement, en fonction de l'année et de l'entreprise de production,. Les parachutistes continuent également d'utiliser la combinaison KLMK (pour Камуфлированный Летний Маскировочный Комбинезон, Kamuflirovannyi Letnyi Maskirovochnyi Kombinezon), développée dans les années 1960. Les soldats de la paix ukrainiens en Irak et en Afghanistan utilisent une version adaptée aux théâtres d'opérations désertiques, appelée « Dubok-P ».
En juillet 1993, le Premier ministre ukrainien Leonid Koutchma annonce que l'armée ukrainienne recevra un uniforme d'un nouveau modèle. Cependant, cela n'est finalement pas le cas et jusqu'en 2014, les forces armées ukrainiennes continuent à utiliser des uniformes, des combinaisons et d'autres équipements de fabrication soviétique, conservés en grande quantité dans les entrepôts militaires depuis l'époque de l'URSS. Ces uniformes utilisent les motifs de camouflage Dubok et KLMK.

### Conception
Le Service des gardes-frontières reçoit pour la première fois, en 2011, un camouflage différent, dans un but de test. Il est similaire au Dubok, mais comporte des pixels. Il se répand plus largement à partir de 2012 après avoir été testé plus largement au sein de l'armée : il aurait été surnommé « Pixel » par les soldats, sans qu'il soit possible d'en être sûr. Il est très utilisé notamment par le 8e corps d'armée, dissous en 2015.
En 2012, des spécialistes norvégiens de l'entreprise NFM Group sont chargés par le ministère ukrainien de la Défense de développer un tout nouveau camouflage multiscalaire (en) pour les forces armées. Cependant, les résultats ne sont pas satisfaisants. Les modèles présentés étant largement inspirés du Flecktarn allemand ou du M18 bulgare, les couleurs ne sont pas adaptées aux conditions ukrainiennes, avec des taches sombres trop larges et trop voyantes malgré le motif à pixels. L'uniforme est considéré comme meilleur, mais « pas efficace dans le cadre d'une application dans toutes les branches » de l'armée. Le ministère ukrainien de la Défense et ses designers sont critiqués par l'entreprise pour leur précipitation à vouloir imaginer un nouveau modèle,,.
En octobre 2013, les autorités annoncent que les stocks d'anciens uniformes soviétiques sont épuisés et qu'il est nécessaire de passer des commandes pour la confection de nouveaux uniformes. Durant cette période, plusieurs variantes de camouflages pixelisés sont créées avec différentes couleurs et motifs.
En 2014, après le début de la guerre dans le Donbass, le design est perfectionné et nommé MM-14 (pour Малюнок маскувальний зразка 2014 року, « Motif de camouflage 2014 »).

### Production de masse

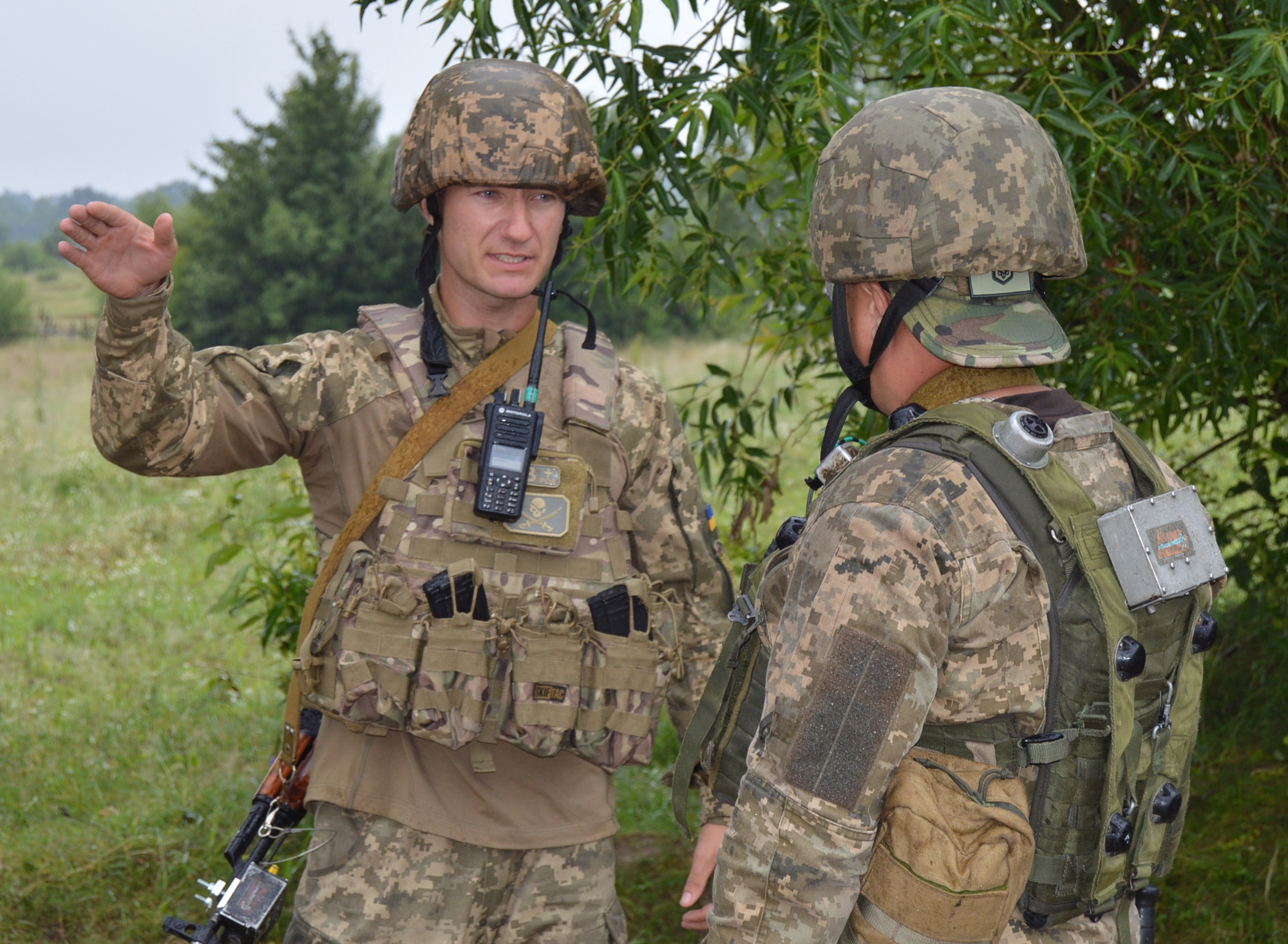
Soldats des forces armées ukrainiennes en tenue de camouflage MM-14 lors des exercices Rapid trident, réalisés en coopération avec l'armée américaine en 2016.

En mai 2014, le ministre de la Défense de l'Ukraine, Mykhaïlo Koval, rapporte que l'armée ukrainienne a cessé de fournir le camouflage Dubok aux soldats et le 21 août 2014, une nouvelle version du camouflage, nommée MM-14, commence à être distribuée en remplacement,. En décembre 2014, des échantillons de tissus, d'équipements et de chaussures pour les uniformes du nouveau modèle sont présentés aux responsables militaires et politiques des forces armées. Le 15 juillet 2015, le ministère approuve la liste des éléments de l'uniforme de combat des militaires, qui comprend 65 unités de vêtements, équipements et équipements de protection individuelle. Le nouveau camouflage ukrainien MM-14 fait partie de cette liste,. Il est présenté officiellement au public par le président ukrainien Petro Porochenko et, en plus du nom officiel « Camouflage MM-14 », reçoit les surnoms officieux de « Poroh-1 » et « Heleteïka ». Le premier surnom est un clin d’œil au président Porochenko, tandis que le deuxième fait référence au ministre de la Défense Valéry Heleteï. Les combattants de la zone d'opération anti-terroriste, nom officiel du territoire où se déroule la guerre du Donbass, sont les premiers à recevoir des uniformes avec le nouveau camouflage MM-14, et par la suite, toutes les unités des forces armées reçoivent de nouveaux uniformes.
Plus tard, en 2015, les uniformes sont remplacés par ceux développés par le groupe PROF1, plus résistants au feu et ayant une meilleure coupe. L'inflammabilité des premiers exemplaires est en effet rapidement constatée. Une version bleue (MM-16 F) destinée à la Marine ukrainienne et une version avec des motifs verts, pour équiper les gardes-frontières, font également leur apparition.

### Remplacement
En août 2025, le remplacement du motif MM-14 est approuvé par le ministère de la Défense, dans le cadre de l'invasion de l'Ukraine par la Russie. Il doit céder la place au MM-25, dont l'apparence exacte est encore inconnue mais devrait ressembler au MultiCam afin de faciliter l'intégration dans les standards de l'OTAN. La date de fourniture des premiers équipements n'est pas connue, mais le remplacement total du MM-14 pourrait prendre plusieurs années.

## Description

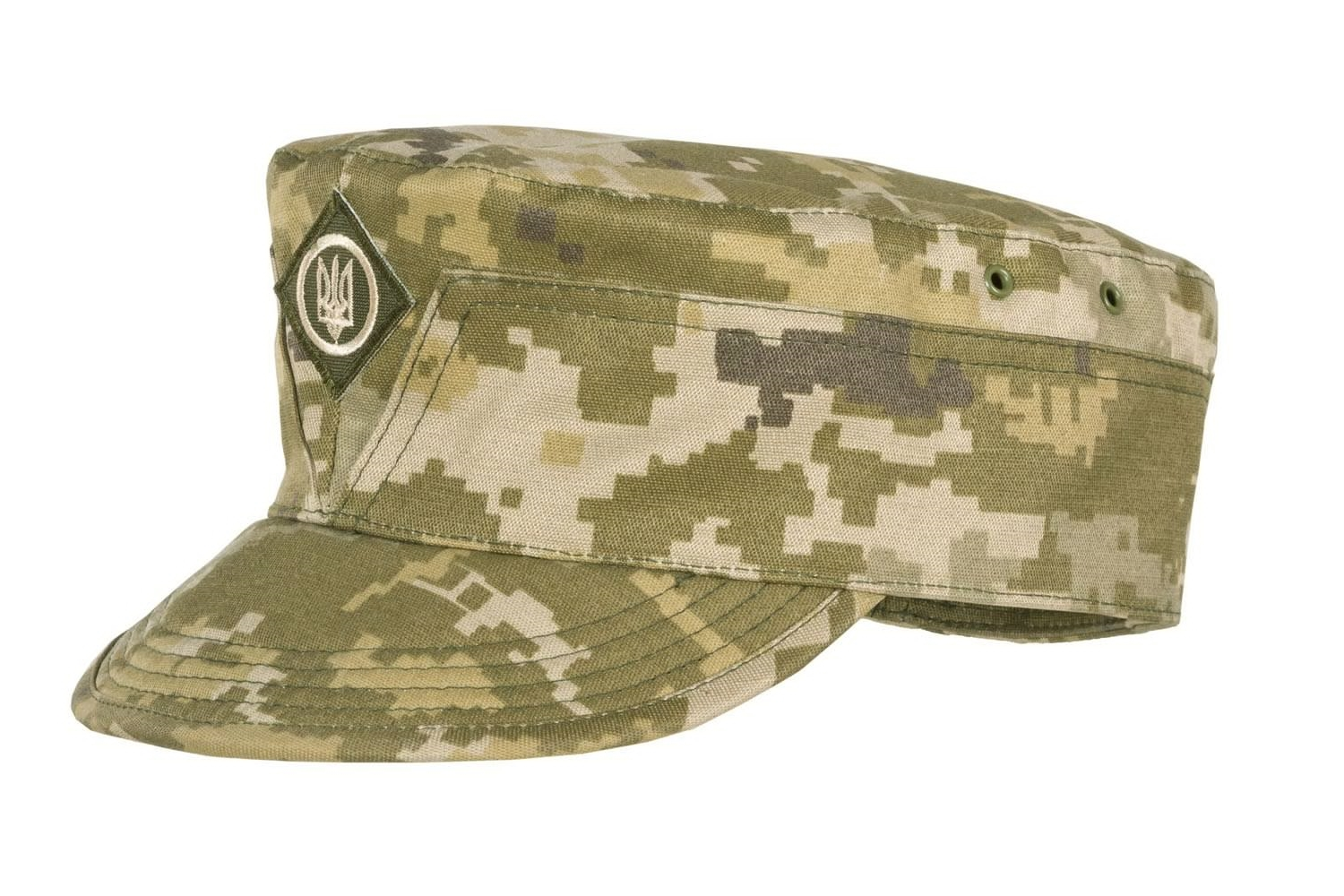
Une, casquette militaire ukrainienne typique, avec son camouflage MM-14.

Les nouveaux uniformes sont cousus principalement à partir de tissu sergé, celui-ci étant principalement constitué de coton, bien qu'il existe également une version synthétique. Cela confère au nouvel uniforme une excellente durabilité, la capacité de ne pas se décolorer sous l'influence de la lumière du soleil et de ne pas rétrécir lors des lavages ou nettoyages chimiques, bien que les premiers uniformes souffrent de ce problème.
Le nouveau motif de camouflage ukrainien se distingue par un fond beige clair, sur lequel sont appliquées des taches en forme de pixels, de nuances de vert marais foncé, de gris vert, de gris foncé et de vert clair. Une palette contenant de telles couleurs est presque inexistante parmi les autres camouflages connus.
Le modèle de camouflage officiellement approuvé et standardisé pour l'uniforme militaire des forces armées ukrainiennes en février 2015 est le suivant. Ces motifs de camouflage appartiennent au système de couleurs Pantone :
PANTONE 15-1216 TC (beige clair)

 PANTONE 17-0510 TC (vert clair)
PANTONE 17-0620 TC (vert marais)
PANTONE 18-0825 TC (gris-vert)

 PANTONE 19-0414 TC (gris foncé)
Le prototype du motif de camouflage MM-14 serait basé sur le camouflage américain Universal Camouflage Pattern en pixels, utilisé par les forces armées américaines jusqu'en 2014. De son prédécesseur, l'équipe de développement reçoit un dessin en pixels, qui a déjà fait ses preuves en situation de combat. Un tel dessin brouille visuellement la silhouette d'une personne et la rend difficile à distinguer. La gamme de couleurs du camouflage militaire et la forme des pixels est unique et prend en compte les caractéristiques de l'environnement typique de l'Ukraine.
Le design de la nouvelle version prend appui sur l'uniforme américain Army Combat Uniform et les meilleurs modèles développés par la marque P1G-TAC, notamment la combinaison MABUTA Mark 2 (une version moderne de la combinaison Mabuta soviétique). Les uniformes de camouflage ne sont pas composés d'une seule pièce, comme c'est le cas auparavant avec la combinaison de camouflage KMLK ou « Berezka » (« Bouleau »), mais se présentent en deux pièces, une veste et un pantalon séparés, comme les uniformes adoptés dans les pays de l’OTAN. La grille dimensionnelle est également modifiée.

## Autres versions

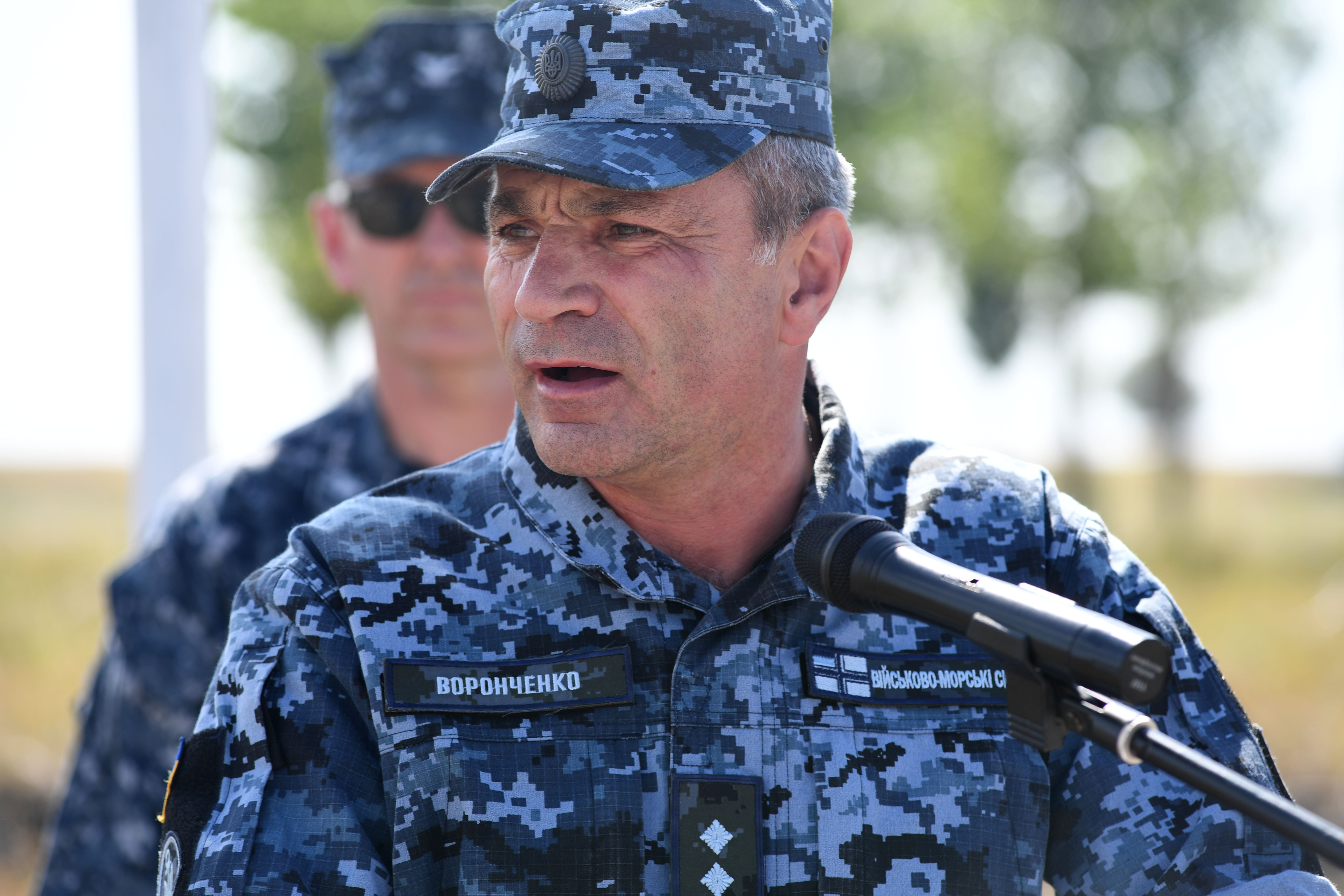
Le vice-amiral de la marine ukrainienne Ihor Vorontchenko portant l'uniforme « Sea pixel » lors des exercices Sea Breeze de 2017.

Depuis 2017, la marine ukrainienne utilise la version « marine » du camouflage MM-14, appelée MM-16 F et surnommée « Sea pixel ». Il conserve le motif du modèle MM-14, mais la palette de couleurs du camouflage adopte des tons bleu, gris et noir.
En outre, une version du camouflage MM-14 aux teintes rouges est repérée chez certains soldats. Il est impossible de savoir si cette version rouge est un projet de développement  expérimental ou s'il a déjà été adopté.

## Utilisateurs
- Ukraine : utilisé depuis 2014 par les forces armées de l'Ukraine[17].

## Galerie

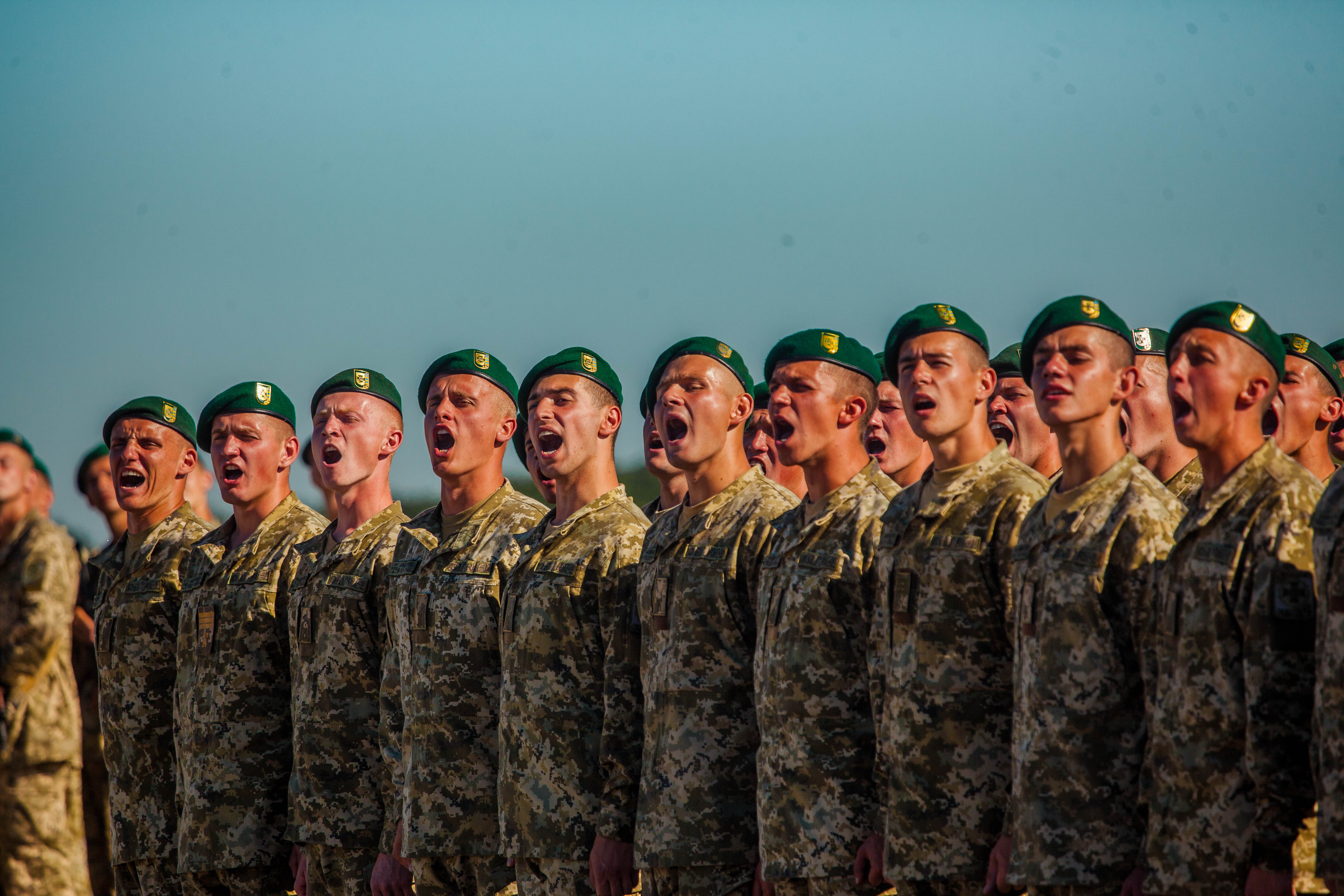
Entraînement de la Garde nationale pour le défilé militaire à l'occasion du 25e anniversaire de l'indépendance de l'Ukraine (2016).
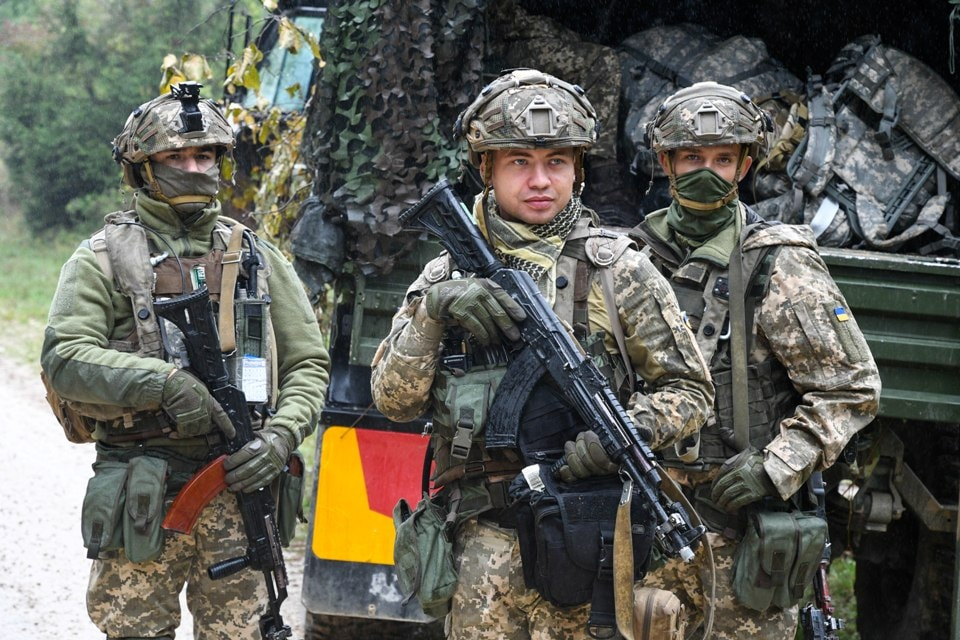
Exercice de formation internationale Saber Junction de 2018.
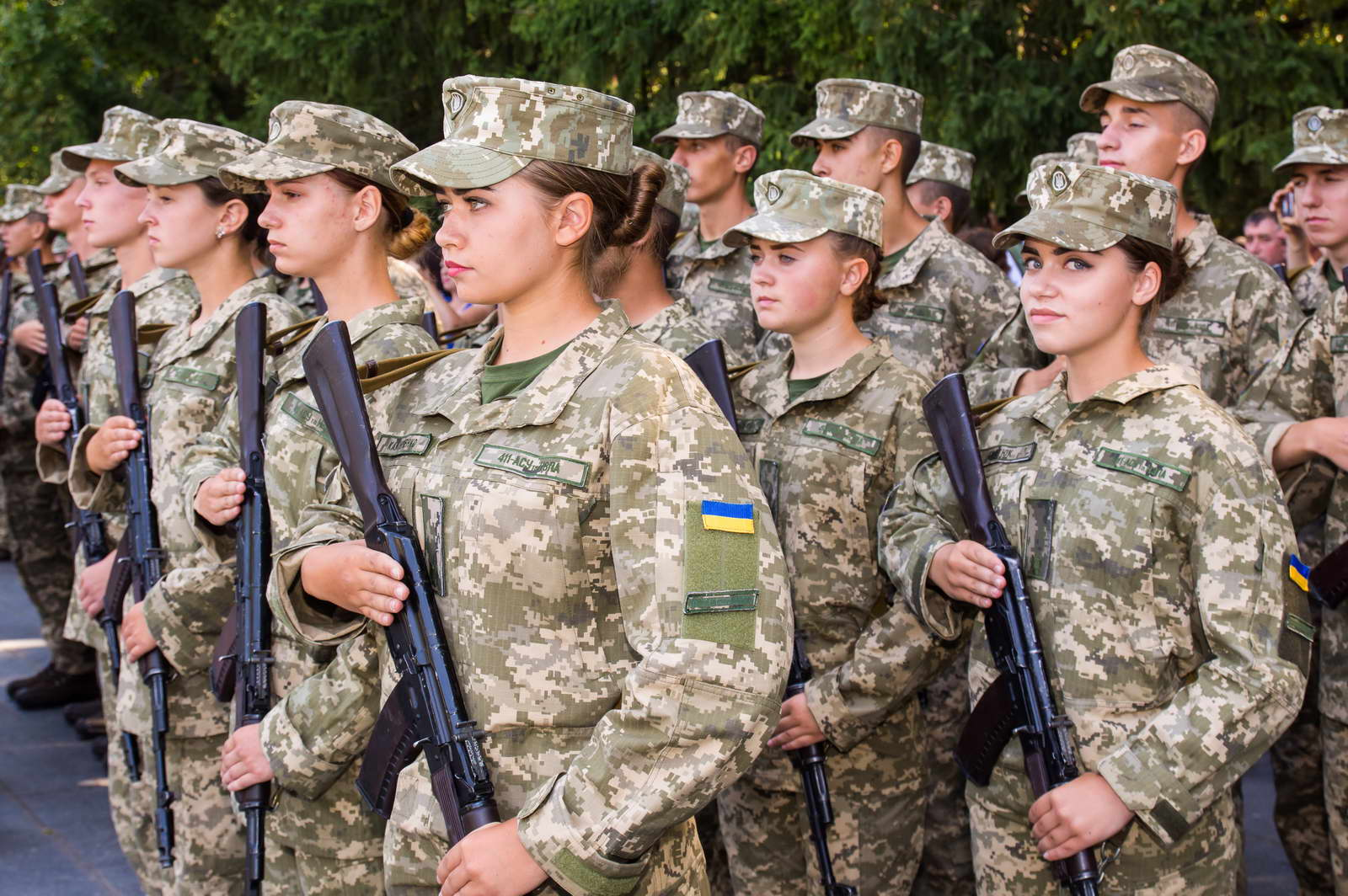
Les cadets de la 1re année de l'Université nationale de l'armée de l'air Ivan Kojedoub prêtent leur serment militaire en uniforme (2018).
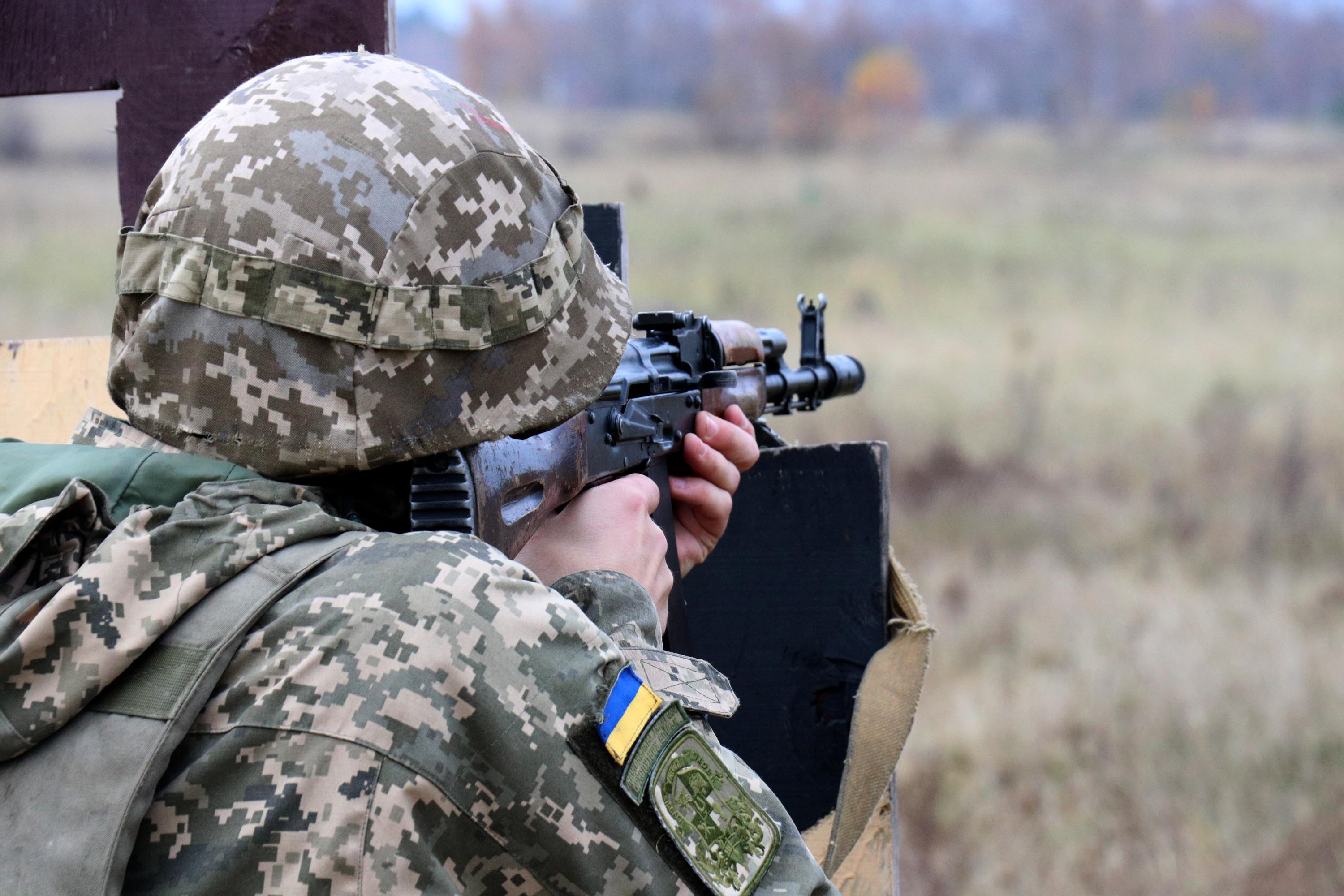
Un chasseur équipé d'un uniforme de camouflage MM-14 au Leadership Course de 2018.
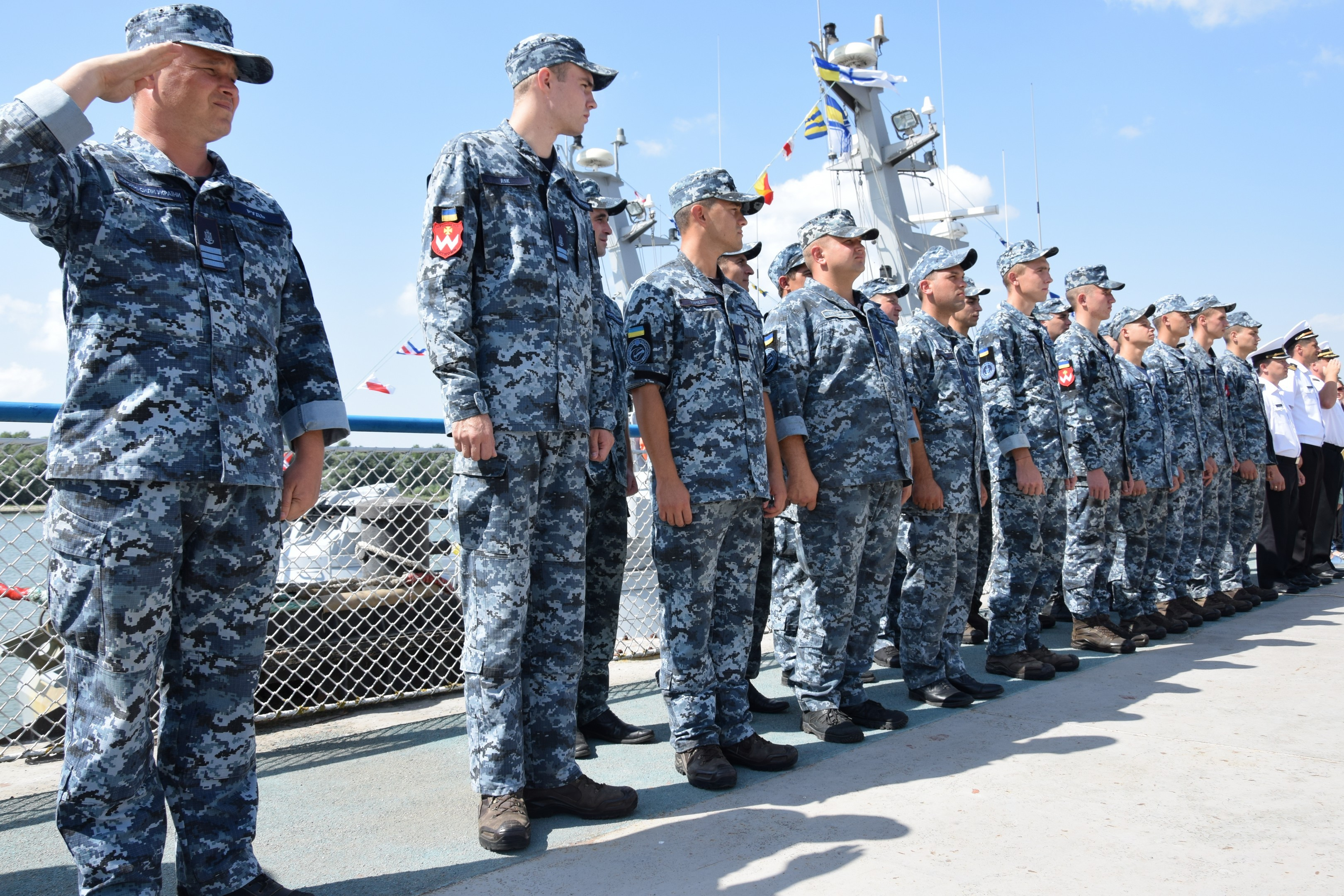
Marins ukrainiens lors d'exercices en coopération avec la Roumanie, en 2018.
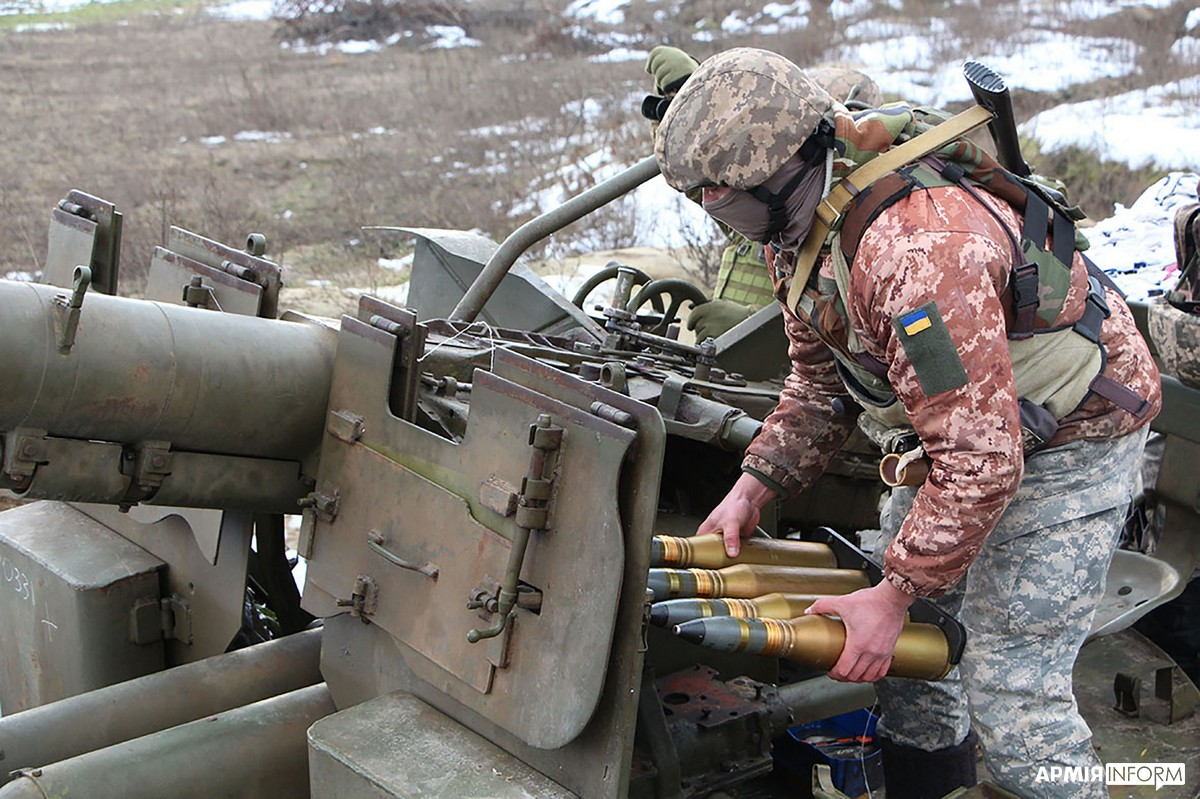
Mitrailleur ukrainien portant une version rouge du camouflage, en janvier 2023.